# Pioniers
I Pioniers sono una squadra di baseball e softball olandese con sede a Hoofddorp.
Militano attualmente nella Hoofdklasse. Nel loro anno migliore, il 1997, riuscirono a vincere il titolo nazionale: battendo ai play-off per 3-2 il DOOR Neptunus, campione in carica, raggiunsero per la prima volta nella loro storia le Holland Series, dove sconfissero 3-2 il Mr. Cocker HCAW. L'anno seguente, partecipando alla Coppa dei Campioni, persero la finale del torneo continentale contro il Parma Baseball. In seguito raggiunsero le finali nazionali altre cinque volte, senza però imporsi in alcuna occasione.

## Sponsor
Dal 1982 al 2010 la squadra fu sponsorizzata dalla società giapponese Konica Minolta, mentre dal 2011 al 2016 dalla Vaessen BV.

## Palmarès
- Campionato olandese: 1

1997
- Coppa delle Coppe: 2

2003, 2006

### Finali perse
- Holland Series: 5

2006, 2007, 2009, 2011, 2013
- Coppa dei Campioni: 1

1998
- Coppa delle Coppe: 2

2004, 2005